# Liste der Monuments historiques in Masnières
Die Liste der Monuments historiques in Masnières führt die Monuments historiques in der französischen Gemeinde Masnières auf.

## Liste der Objekte
| Bezeichnung                                                      | Beschreibung                                                             | Standort                | Kennzeichnung | Schutzstatus | Datum | Bild |
| ---------------------------------------------------------------- | ------------------------------------------------------------------------ | ----------------------- | ------------- | ------------ | ----- | ---- |
| 14 Kreuzwegstationen (auf dem Foto rechts und links an der Wand) | 1925, von Paul Simon                                                     | in der Kirche St-Martin | PM59006774    | Inscrit      | 1999  |      |
| Ensemble der Bleiglasfenster                                     | um 1925, von Lecourt et Mazars, nach Kartons von Pierre Leprince-Ringuet | in der Kirche St-Martin | PM59006773    | Inscrit      | 1999  |      |